# Psi8 Aurigae
Psi8 Aurigae (ψ8 Aurigae, förkortat Psi8 Aur, ψ8  Aur) som är stjärnans Bayerbeteckning, är en ensam stjärna belägen i den östra delen av stjärnbilden Kusken. Den har en skenbar magnitud på 6,44 och är mycket svagt synlig för blotta ögat där ljusföroreningar ej förekommer. Baserat på parallaxmätning inom Hipparcosuppdraget på ca 4,4 mas, beräknas den befinna sig på ett avstånd på ca 750 ljusår (ca 230 parsek) från solen.

## Nomenklatur
Psi8 Aurigae har ibland betecknats med 60 Aurigae, men Simbad listar den som 61 Aurigae.

## Egenskaper
Psi8 Aurigae är en blå stjärna av spektralklass B9.5p. Den har en radie som är ca 2,8 gånger större än solens och utsänder från dess fotosfär ca 135 gånger mera energi än solen vid en effektiv temperatur på ca 9 900K.